# 구사기촌
구사기촌(일본어: 草木村)은 히로시마현 진세키군에 있던 촌이다. 현재의 진세키코겐정의 일부에 해당한다.

## 역사
- 1889년 4월 1일 - 정촌제 시행에 의해 진세키군 구사기촌이 단독으로 촌제를 시행해 구사기촌이 성립하였다.
- 1940년 11월 10일 - 후쿠나가촌, 단도촌과 합병, 마키촌이 존속해 폐지되었다.

## 참고문헌
- 角川日本地名大辞典 34 広島県
- 『市町村名変遷辞典』東京堂出版、1990年。